# Eparchie Sankt Thomas der Apostel in Sydney
Die Eparchie Sankt Thomas der Apostel in Sydney (lat.: Eparchia Sancti Thomas Apostoli Sydneyensis Chaldaeorum) ist eine mit der römisch-katholischen Kirche unierte chaldäisch-katholische Eparchie mit Sitz in Sydneys Vorort Bossley Park, Australien. Papst Benedikt XVI. gründete sie mit der Apostolischen Konstitution Inter gravissimas am 21. Oktober 2006.